# لويس جان كالفي
لويس جان كالفي (5 يونيو 1942، بنزرت) (بالفرنسية: Louis-Jean Calvet)‏ هو لساني فرنسي، أستاذ اللسانيات الإجتماعية جامعة «بروفانس» الفرنسية.

## بعض مؤلفاته
- سيرة حياة رولان بارت (1973)
- أصوات المدینة مقدمة إلى اللسانيات الاجتماعية الحضرية (1994)
- حرب اللغات والسياسات اللغوية (1995)
- 100 سنة من الأغنية الفرنسية (2006)
- الفرنسية في إفريقيا (2010)
- كان هناك 7000 لغة (2011)

## روابط خارجية
- الموقع الرسمي لجان لويس كالفي